# Chaînon Lewis
Le chaînon Lewis est une chaîne de montagnes des montagnes Rocheuses située au nord du Montana aux États-Unis et au sud de l’Alberta au Canada.
Formé par le phénomène géologique nommé chevauchement de Lewis qui commença il y a 170 millions d’années, un énorme bloc de roches datant du Précambrien d'environ 5 km d’épaisseur sur 50 km de large et 160 km de long s'est soulevé au-dessus des roches plus jeunes datant du Crétacé. Il est très rare en géologie que les vieilles roches se trouvent ainsi au-dessus des plus jeunes.
Le massif s'étend dans le parc national des Lacs-Waterton au Canada, dans le parc national de Glacier, dans la forêt nationale de Flathead et dans la forêt nationale Lewis et Clark dans le Montana. Le Continental Divide longe la plupart des plus hautes crêtes de la chaîne montagneuse. Le pic le plus haut est le mont Cleveland (3 190 m). Les autres grands sommets sont le mont Stimson (3 091 m), le mont Jackson (3 064 m), le mont Siyeh (3 052 m), le Going to the Sun Mountain, (2 939 m) et la Chief Mountain (2 768 m). Le Chinese wall (mur chinois) situé dans la réserve sauvage Bob Marshall (Bob Marshall Wilderness) est une falaise de 304 mètres de haut sur une longueur de 40 km.
Les cols les plus importants sont le col de Marias et le col de Logan qui permettent de relier l'est et l'ouest du parc national de Glacier.

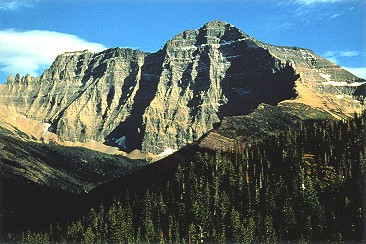
Le mont Cleveland, point culminant du massif.
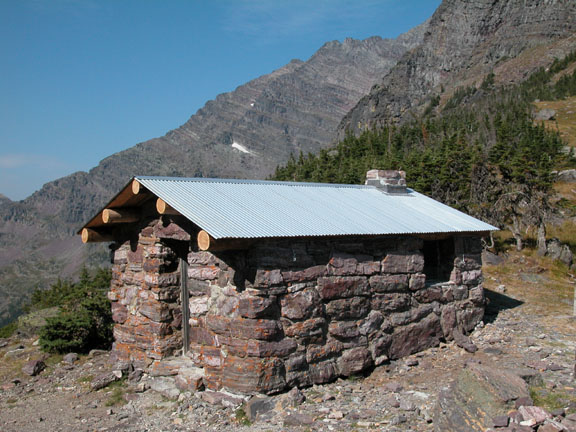
L'abri Gunsight Pass.